# Paolo Casciaro
Paolo Casciaro (Bolzano, 9 marzo 1966) è un ex hockeista su ghiaccio italiano.
Nella massima serie italiana ha giocato con il Bolzano (con cui ha fatto le giovanili), i Devils Milano, il Varese ed il Feltreghiaccio.
Con la nazionale italiana ha giocato 21 incontri.
Suo figlio Nick Casciaro (chiamato così in onore di un compagno di squadra del padre, Nick Sanza) ha partecipato alla tredicesima edizione di Amici di Maria De Filippi.